# Semidendrobeania versicolor
Semidendrobeania versicolor är en mossdjursart som först beskrevs av Busk 1884.  Semidendrobeania versicolor ingår i släktet Semidendrobeania och familjen Bugulidae. Inga underarter finns listade i Catalogue of Life.